# Liste des distinctions de Big Bang
Pour un article plus général, voir Big Bang (groupe).
Cet article présente la liste des distinctions de Big Bang.
Big Bang (hangeul : 빅뱅) est un boys band sud-coréen de K-pop. Il est composé de G-Dragon, T.O.P, Taeyang, Seungri et Daesung.

## Sud-coréennes

### Cyworld Digital Music Awards
| Année | Travail nommé          | Titre                         | Résultat |
| ----- | ---------------------- | ----------------------------- | -------- |
| 2006  | Big Bang               | Rookie of the Month (Octobre) | Lauréat  |
| 2007  | "Lies"                 | Song of the Month (Août)      | Lauréat  |
| 2007  | "Lies"                 | Song of the Month (Septembre) | Lauréat  |
| 2007  | "Last Farewell"        | Song of the Month (Décembre)  | Lauréat  |
| 2008  | "Haru Haru"            | Song of the Month (Août)      | Lauréat  |
| 2008  | "Sunset Glow"          | Song of the Month (Novembre)  | Lauréat  |
| 2009  | "Lollipop" (avec 2NE1) | Song of the Month (Avril)     | Lauréat  |
| 2009  | Hallelujah             | Bonsang                       | Lauréat  |
| 2012  | "Blue"                 | Song of the Month (February)  | Lauréat  |
| 2012  | "Fantastic Baby"       | Song of the Month (Mars)      | Lauréat  |

### Korean Music Awards
| Année | Travail nommé | Titre                                                | Résultat |
| ----- | ------------- | ---------------------------------------------------- | -------- |
| 2008  | Big Bang      | Dance & Electronic Musician of the Year Netizen Vote | Lauréat  |

### Gaon Chart Awards
| Année | Travail nommé            | Titre                           | Résultat |
| ----- | ------------------------ | ------------------------------- | -------- |
| 2011  | "Love Song"              | Song of the Month (Avril)       | Lauréat  |
| 2012  | "Blue"                   | Song of the Month (Février)     | Lauréat  |
| 2012  | "Fantastic Baby"         | Song of the Month (Mars)        | Lauréat  |
| 2012  | "Alive"                  | Album of the Year (1st Quarter) | Lauréat  |
| 2015  | "Loser"                  | Song of the Month (Mai)         | Lauréat  |
| 2015  | "Bang Bang Bang"         | Song of the Month (Juin)        | Lauréat  |
| 2015  | "If You"                 | Song of the Month (Juillet)     | Lauréat  |
| 2015  | "Let's Not Fall In Love" | Song of the Month (Août)        | Lauréat  |

### Golden Disk Awards
| Année | Travail nommé | Titre                   | Résultat   |
| ----- | ------------- | ----------------------- | ---------- |
| 2007  | Big Bang      | Digital Daesang         | Nomination |
| 2007  | Big Bang      | Digital Bonsang         | Lauréat    |
| 2008  | Big Bang      | Digital Daesang         | Nomination |
| 2008  | Big Bang      | Digital Bonsang         | Lauréat    |
| 2012  | Big Bang      | Digital Daesang         | Nomination |
| 2012  | Big Bang      | Digital Bonsang         | Nomination |
| 2013  | Big Bang      | Digital Bonsang         | Lauréat    |
| 2013  | Big Bang      | MSN International Award | Lauréat    |

### MelOn Music Awards
| Année | Travail nommé    | Titre                           | Résultat   |
| ----- | ---------------- | ------------------------------- | ---------- |
| 2011  | Tonight          | Daesang                         | Nomination |
| 2011  | Tonight          | Bonsang                         | Lauréat    |
| 2012  | Alive            | Bonsang                         | Lauréat    |
| 2012  | Alive            | Album of the Year               | Nomination |
| 2012  | Big Bang         | Artist of the Year              | Nomination |
| 2012  | "Fantastic Baby" | Song of the Year                | Nomination |
| 2012  | "Fantastic Baby" | Global Star Award               | Nomination |
| 2012  | "Fantastic Baby" | Netizen Popularity Battle Award | Nomination |
| 2015  | M                | Album of the Year               | Nomination |
| 2015  | Big Bang         | Artist of the Year              | Lauréat    |
| 2015  | Big Bang         | Top 10 Artists                  | Lauréat    |
| 2015  | "Bang Bang Bang" | Song of the Year                | Lauréat    |
| 2015  | "Bang Bang Bang" | Netizen Popularity Award        | Lauréat    |

#### MelOn Popularity Award
| Année | Travail nommé          | Titre                         | Résultat |
| ----- | ---------------------- | ----------------------------- | -------- |
| 2015  | Loser                  | Popularity Award (May 11)     | Lauréat  |
| 2015  | Loser                  | Popularity Award (18 mai)     | Lauréat  |
| 2015  | Loser                  | Popularity Award (25 mai)     | Lauréat  |
| 2015  | Loser                  | Popularity Award (1er juin)   | Lauréat  |
| 2015  | Loser                  | Popularity Award (8 juin)     | Lauréat  |
| 2015  | Bang Bang Bang         | Popularity Award (15 juin)    | Lauréat  |
| 2015  | Bang Bang Bang         | Popularity Award (22 juin)    | Lauréat  |
| 2015  | Bang Bang Bang         | Popularity Award (29 juin)    | Lauréat  |
| 2015  | Bang Bang Bang         | Popularity Award (6 juillet)  | Lauréat  |
| 2015  | If You                 | Popularity Award (13 juillet) | Lauréat  |
| 2015  | If You                 | Popularity Award (20 juillet) | Lauréat  |
| 2015  | If You                 | Popularity Award (27 juillet) | Lauréat  |
| 2015  | Bang Bang Bang         | Popularity Award (3 août)     | Lauréat  |
| 2015  | If You                 | Popularity Award (10 août)    | Lauréat  |
| 2015  | Let's Not Fall in Love | Popularity Award (17 août)    | Lauréat  |
| 2015  | Let's Not Fall in Love | Popularity Award (24 août)    | Lauréat  |

### Mnet Asian Music Awards
| Année                  | Travail nommé                       | Titre                             | Résultat   |
| ---------------------- | ----------------------------------- | --------------------------------- | ---------- |
| 2006                   | "La La La"                          | New Group of the Year             | Nomination |
| 2007                   | "Lies",                             | Best Hip-Hop Song                 | Nomination |
| 2007                   | "Lies",                             | Best Male Group                   | Lauréat    |
| 2007                   | "Lies",                             | Song of the Year                  | Lauréat    |
| 2007                   | "Lies",                             | Artist of the Year                | Nomination |
| 2007                   | "Lies",                             | Album of the Year                 | Nomination |
| 2008                   | "Haru Haru",                        | Best House and Electronic Song    | Nomination |
| 2008                   | "Haru Haru",                        | Best Male Group                   | Lauréat    |
| 2008                   | "Haru Haru",                        | Song of the Year                  | Nomination |
| 2008                   | "Haru Haru",                        | Artist of the Year                | Lauréat    |
| 2009                   | "Sunset Glow"                       | Best Male Group                   | Nomination |
| 2011                   |                                     |                                   |            |
|                        | Best Male Group                     | Nomination                        |            |
| "Love Song"            | Best Music Video                    | Lauréat                           |            |
| Tonight                | Best Dance Performance - Male Group | Nomination                        |            |
| "Tonight"              | Song of the Year                    | Nomination                        |            |
| Tonight                | Album of the Year                   | Nomination                        |            |
| Tonight                | Artist of the Year                  | Nomination                        |            |
| 2012                   |                                     |                                   |            |
| "Fantastic Baby"       | Best Male Group,                    | Lauréat                           |            |
| "Fantastic Baby"       | Best Global Group-Male              | Nomination                        |            |
| Alive GALAXY Tour 2012 | Guardian Angel                      | Lauréat                           |            |
| "MONSTER"              | Best Music Video                    | Nomination                        |            |
| "Fantastic Baby"       | Artist of the Year,                 | Lauréat                           |            |
| Alive                  | Album of the Year                   | Nomination                        |            |
| 2015                   | "Bang Bang Bang"                    | Best Dance Performance Nomination | En attente |
| 2015                   | "Bang Bang Bang"                    | UnionPay Song of the Year         | En attente |
| 2015                   | "Bae Bae"                           | Best Music Video                  | En attente |
| 2015                   | Big Bang                            | Artist of the Year                | En attente |
| 2015                   | Big Bang                            | Best Male Group                   | En attente |

### Mnet 20's Choice Awards
| Année | Travail nommé | Titre                                | Résultat   |
| ----- | ------------- | ------------------------------------ | ---------- |
| 2008  | Big Bang      | Hot Trend Musician                   | Lauréat    |
| 2009  | "Lollipop"    | Hot Commercial Film Star (avec 2NE1) | Lauréat    |
| 2011  | Big Bang      | Hot Trend Musician                   | Nomination |
| 2012  | Big Bang      | Hot Trend Musician                   | Nomination |

### Seoul Music Awards
| Année | Travail nommé  | Titre                                 | Résultat   |
| ----- | -------------- | ------------------------------------- | ---------- |
| 2007  | Stand Up       | Disk Daesang                          | Lauréat    |
| 2007  | Big Bang       | Record of the Year in Digital Release | Lauréat    |
| 2007  | Big Bang       | Bonsang                               | Lauréat    |
| 2009  | Big Bang       | Bonsang                               | Lauréat    |
| 2009  | Remember       | Record of the Year                    | Lauréat    |
| 2009  | Big Bang       | Mobile Popularity Award               | Lauréat    |
| 2009  | Big Bang       | High One Music Award                  | Lauréat    |
| 2012  | Tonight        | Bonsang                               | Nomination |
| 2012  | Big Bang       | Popularity Award                      | Nomination |
| 2013  | Fantastic Baby | Bonsang                               | Lauréat    |

### SBS MTV Best of the Best Awards
| Année | Travail nommé | Titre                             | Résultat   |
| ----- | ------------- | --------------------------------- | ---------- |
| 2011  | Big Bang      | Top Rival Award                   | Lauréat    |
| 2011  | Big Bang      | Global Star Award                 | Nomination |
| 2011  | Big Bang      | Best Male Group                   | Lauréat    |
| 2011  | Big Bang      | Most Intellectual Idol            | Lauréat    |
| 2011  | Big Bang      | Best Mood Maker                   | Lauréat    |
| 2011  | Big Bang      | Idol to invite to Christmas Party | Lauréat    |

## Internationales

### Japan Record Award
| Année | Travail nommé | Titre           | Résultat |
| ----- | ------------- | --------------- | -------- |
| 2009  | Big Bang      | New Artist      | Lauréat  |
| 2009  | Big Bang      | Best New Artist | Lauréat  |
| 2010  | Big Bang      | Gold Award      | Lauréat  |

### Japan Gold Disc Awards
| Année | Travail nommé | Titre                     | Résultat |
| ----- | ------------- | ------------------------- | -------- |
| 2010  | Big Bang      | Best 5 New Artists        | Lauréat  |
| 2013  | Alive         | Best 3 Albums (Asiatique) | Lauréat  |

### Forbes Korea Power Celebrity 40
| Année | Travail nommé | #  |
| ----- | ------------- | -- |
| 2010  | Big Bang      | 5e |
| 2012  | Big Bang      | 2e |
| 2013  | Big Bang      | 5e |
| 2014  | Big Bang      | 2e |

### MTV Video Music Awards Japan
| Année | Travail nommé                | Titre                 | Résultat |
| ----- | ---------------------------- | --------------------- | -------- |
| 2010  | "Gara Gara Go"               | Best New Artist Video | Lauréat  |
| 2010  | "Koe wo Kikasete"            | Best Pop Video        | Lauréat  |
| 2013  | "Fantastic Baby -Ver.Final-" | Best Dance Video      | Lauréat  |

### MTV Europe Music Awards
| Année | Travail nommé | Titre              | Résultat |
| ----- | ------------- | ------------------ | -------- |
| 2011  | Big Bang      | Best Worldwide Act | Lauréat  |
| 2011  | Big Bang      | Best Asia Act      | Lauréat  |

### MTV ItalyTRL Awards
| Année | Travail nommé | Titre        | Résultat |
| ----- | ------------- | ------------ | -------- |
| 2012  | V.I.P         | Best Fanclub | Lauréat  |

### MYX Music Award
| Année | Travail nommé | Titre                | Résultat   |
| ----- | ------------- | -------------------- | ---------- |
| 2012  | Tonight       | Favorite K-Pop Video | Nomination |
| 2013  | Monster       | Favorite K-Pop Video | Nomination |

### World Music Awards
| Année | Travail nommé                      | Titre                         | Résultat   |
| ----- | ---------------------------------- | ----------------------------- | ---------- |
| 2014  | Big Bang                           | World's Best Group (Voted)    | Lauréat    |
| 2014  | Big Bang Alive Galaxy Tour 2012-13 | World's Best Live Act (Voted) | Lauréat    |
| 2014  | "Fantastic Baby"                   | World's Best Video (Voted)    | Lauréat    |
| 2015  | Big Bang                           | World's Best Group            | En attente |
| 2015  | Big Bang                           | World's Best Live Act         | En attente |
| 2015  | M                                  | World's Best Album            | En attente |
| 2015  | "Loser"                            | World's Best Song             | En attente |
| 2015  | "Bae Bae"                          | World's Best Song             | En attente |
| 2015  | "Loser"                            | World's Best Music Video      | En attente |
| 2015  | "Bae Bae"                          | World's Best Music Video      | En attente |

### Bugs Music Awards
| Année | Travail nommé | Titre                   | Résultat |
| ----- | ------------- | ----------------------- | -------- |
| 2011  | Big Bang      | Best Male Group (Top 3) | Lauréat  |

## Autres
| Année                                                  | Titre                                                  | Travail nommé                    | Résultat   |
| ------------------------------------------------------ | ------------------------------------------------------ | -------------------------------- | ---------- |
| 8th MBC Korean Visual Arts Festival                    |                                                        |                                  |            |
| 2007                                                   | Male Singer Photogenic Award                           | Big Bang                         | Lauréat    |
| Nickelodeon Korea Kids' Choice Awards                  |                                                        |                                  |            |
| 2008                                                   | Best Male Singer                                       | Big Bang                         | Lauréat    |
| 2009                                                   | Best Male Artist                                       | Big Bang                         | Lauréat    |
| Style Icon Awards                                      |                                                        |                                  |            |
| 2008                                                   | Male Pop Act                                           | Big Bang                         | Lauréat    |
| 35th Korea Broadcast Award                             |                                                        |                                  |            |
| 2008                                                   | Newcomer Award                                         | Big Bang                         | Lauréat    |
| 21st Korea PD Awards                                   |                                                        |                                  |            |
| 2009                                                   | Best Singer Award                                      | Big Bang                         | Lauréat    |
| 2009 Best Hits Song Festival                           |                                                        |                                  |            |
| 2009                                                   | Gold Artist Award                                      | Big Bang                         | Lauréat    |
| 42nd Japan Cable Broadcasting Award                    |                                                        |                                  |            |
| 2009                                                   | Best Newcomer Award                                    | Big Bang                         | Lauréat    |
| Ministry of Culture, Sports and Tourism                |                                                        |                                  |            |
| 2009                                                   | Artist of the Year                                     | Big Bang                         | Lauréat    |
| 2012                                                   | Big Bang's first photobook, 'Extraordinary 20's'       | Big Bang                         | Lauréat    |
| United Nation Asia Pacific Global Tolerance with Music |                                                        |                                  |            |
| 2010                                                   | Global Unity Award                                     | Big Bang                         | Lauréat    |
| Japanese Grand Prix du Disque                          |                                                        |                                  |            |
| 2010                                                   | Best Newcomer                                          | Big Bang                         | Lauréat    |
| Space Shower Music Video Awards                        |                                                        |                                  |            |
| 2010                                                   | Best Choreography Video                                | —                                | Lauréat    |
| Singapore Entertainment Awards (SEA)                   |                                                        |                                  |            |
| 2011                                                   | Most Popular Korean Artist                             | Big Bang                         | Lauréat    |
| 2013                                                   | Most Popular Korean Artist                             | Big Bang                         | Nomination |
| 2013                                                   | Most Popular Music Video (K-pop)                       | Fantastic Baby                   | Nomination |
| Taiwan Warner Music                                    |                                                        |                                  |            |
| 2012                                                   | Platinum Awards                                        | Tonight Special Edition          | Lauréat    |
| 2012                                                   | Double Platinum Awards                                 | Alive                            | Lauréat    |
| Billboard Fan Army Face-Off                            |                                                        |                                  |            |
| 2014                                                   | Fan Army Face-Off                                      | BIGBANG's VIPs                   | Lauréat    |
| YouTube Music Awards                                   |                                                        |                                  |            |
| 2015                                                   | Honored Artist                                         | Big Bang (GD X Taeyang-Good Boy) | Lauréat    |
| China’s QQ Music Awards                                |                                                        |                                  |            |
| 2015                                                   | Most Popular Overseas Group                            | Big Bang                         | Lauréat    |
| Korea SNS Industry Awards                              |                                                        |                                  |            |
| 2015                                                   | Director of the Korea Internet & Security Agency Award | Big Bang                         | Lauréat    |
| MTV Iggy',                                             |                                                        |                                  |            |
| 2015                                                   | International Song of Summer 2015                      | Bang Bang Bang                   | Lauréat    |
| Korea Marketing award'                                 |                                                        |                                  |            |
| 2015                                                   | K-pop Division grand prize                             | Big Bang                         | Lauréat    |

## Programmes de classements musicaux

### Inkigayo
| Année | Date        | Chanson                   |
| ----- | ----------- | ------------------------- |
| 2007  | 9 septembre | "Lies"                    |
| 2007  | 16 décembre | "Last Farewell"           |
| 2007  | 23 décembre | "Last Farewell"           |
| 2008  | 13 janvier  | "Last Farewell"           |
| 2008  | 24 août     | "Haru Haru"               |
| 2008  | 31 août     | "Haru Haru"               |
| 2008  | 7 septembre | "Haru Haru"               |
| 2008  | 30 novembre | "Sunset Glow"             |
| 2008  | 7 novembre  | "Sunset Glow"             |
| 2008  | 14 novembre | "Sunset Glow"             |
| 2011  | 6 mars      | "Tonight"                 |
| 2011  | 13 mars     | "Tonight"                 |
| 2011  | 20 mars     | "Tonight"                 |
| 2011  | 17 avril    | "Love Song"               |
| 2011  | 24 avril    | "Love Song"               |
| 2011  | 1er mai     | "Love Song"               |
| 2012  | 11 mars     | "Blue"                    |
| 2012  | 18 mars     | "Blue"                    |
| 2012  | 25 mars     | "Blue"                    |
| 2015  | 10 mai      | "Loser",                  |
| 2015  | 17 mai      | "Loser",                  |
| 2015  | 24 mai      | "Loser",                  |
| 2015  | 14 juin     | "Bang Bang Bang",         |
| 2015  | 28 juin     | "Bang Bang Bang",         |
| 2015  | 12 juillet  | "Sober"                   |
| 2015  | 16 août     | "Let's Not Fall In Love", |
| 2015  | 23 août     | "Let's Not Fall In Love", |

### M Countdown
| Année | Date         | Chanson           |
| ----- | ------------ | ----------------- |
| 2007  | 27 septembre | "Lies"            |
| 2007  | 25 octobre   | "Last Farewell"   |
| 2008  | 17 janvier   | "Last Farewell"   |
| 2008  | 28 août      | "Haru Haru"       |
| 2008  | 4 septembre  | "Haru Haru"       |
| 2008  | 11 septembre | "Haru Haru"       |
| 2008  | 25 septembre | "Haru Haru"       |
| 2008  | 4 décembre   | "Sunset Glow"     |
| 2011  | 3 mars       | "Tonight"         |
| 2011  | 10 mars      | "Tonight"         |
| 2011  | 17 mars      | "Tonight"         |
| 2011  | 28 avril     | "Love Song"       |
| 2012  | 8 mars       | "Blue"            |
| 2012  | 15 mars      | "Fantastic Baby"  |
| 2012  | 22 mars      | "Fantastic Baby"  |
| 2015  | 14 mai       | "Loser",          |
| 2015  | 21 mai       | "Loser",          |
| 2015  | 11 juin      | "Bang Bang Bang", |
| 2015  | 25 juin      | "Bang Bang Bang", |
| 2015  | 9 juillet    | "Sober"           |
| 2015  | 20 août      | "Zutter"          |

### Music Bank
| Année | Date         | Chanson                |
| ----- | ------------ | ---------------------- |
| 2007  | 7 septembre  | "Lies"                 |
| 2007  | 5 octobre    | "Lies"                 |
| 2007  | 12 octobre   | "Lies"                 |
| 2007  | 14 décembre  | "Last Farewell"        |
| 2007  | 21 décembre  | "Last Farewell"        |
| 2008  | 11 janvier   | "Last Farewell"        |
| 2008  | 1er février  | "Last Farewell"        |
| 2008  | 22 août      | "Haru Haru"            |
| 2008  | 5 septembre  | "Haru Haru"            |
| 2008  | 12 septembre | "Haru Haru"            |
| 2008  | 19 septembre | "Haru Haru"            |
| 2008  | 26 septembre | "Haru Haru"            |
| 2008  | 21 novembre  | "Sunset Glow"          |
| 2008  | 26 décembre  | "Sunset Glow"          |
| 2008  | 12 septembre | "Sunset Glow"          |
| 2011  | 4 mars       | "Tonight"              |
| 2011  | 11 mars      | "Tonight"              |
| 2011  | 18 mars      | "Tonight"              |
| 2011  | 22 avril     | "Love Song"            |
| 2012  | 6 mars       | "Blue"                 |
| 2012  | 16 mars      | "Blue"                 |
| 2015  | 15 mai       | "Loser",               |
| 2015  | 22 mai       | "Loser",               |
| 2015  | 21 août      | Let's Not Fall In Love |

### Music on Top
| Année | Date    | Chanson |
| ----- | ------- | ------- |
| 2012  | 14 mars | "Blue"  |

### Show! Music Core
| Année | Date       | Chanson                   |
| ----- | ---------- | ------------------------- |
| 2015  | 9 mai      | "Loser"                   |
| 2015  | 16 mai     | "Loser"                   |
| 2015  | 11 juillet | "Sober"                   |
| 2015  | 15 août    | "Let's Not Fall In Love", |
| 2015  | 22 août    | "Let's Not Fall In Love", |

### Show Champion
| Année | Date   | Chanson |
| ----- | ------ | ------- |
| 2015  | 20 mai | "Loser" |